# Acropora abrotanoides
Espèce
Synonymes
- Acropora danai (Edwards & Haime 1860)
- Acropora mangarevensis Vaughan 1906
- Madrepora crassa Edwards & Haime 1860
- Madrepora rotumana Gardiner 1898

Statut de conservation UICN

 LC  : Préoccupation mineure
Statut CITES
Acropora abrotanoides est une espèce de coraux appartenant à la famille des Acroporidae.

## Description et caractéristiques

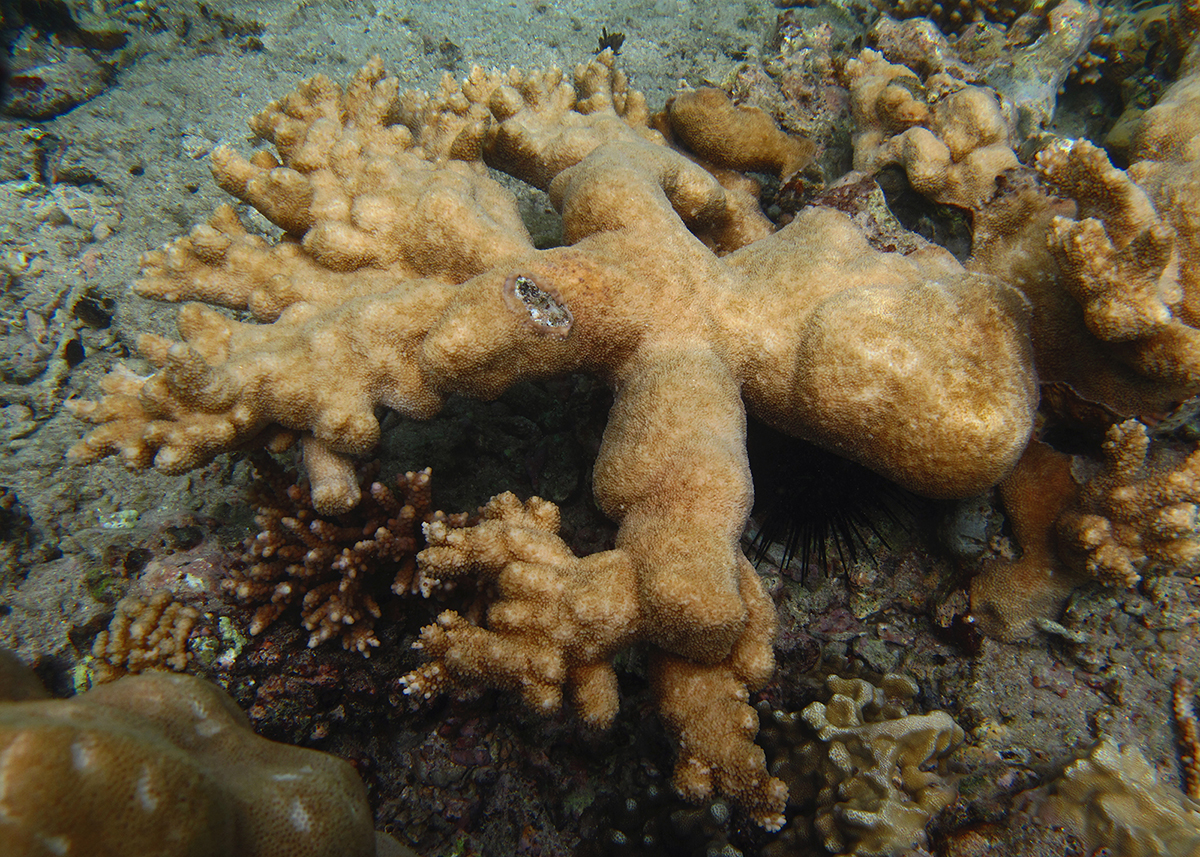
Acropora abrotanoides à la Réunion.